# Formule 1
Formule 1 (zkráceně F1) je série závodů formulí založená v roce 1950, kdy nahradila Grand Prix automobilů. Je označována za královskou disciplínu automobilového sportu pro takzvané monoposty. Spadá pod Mezinárodní automobilovou federaci (FIA), která je nejvyšší organizační složkou.
Mistrovství světa F1 sestává ze série závodů, které jsou označovány jako Grand Prix (Velká cena). Soutěží se na uzavřených autodromech či tratích a městských okruzích různých tvarů a délek. Vozy jsou jednomístné, k tomuto účelu speciálně vyrobené, a jejich technické parametry se mění vzhledem k pravidlům, která se každoročně upravují. Od roku 1950 se pořádá Mistrovství světa jezdců a od roku 1958 pohár konstruktérů.
Evropa je tradičním operačním centrem Formule 1 a nejvýznamnějším trhem. Postupem času si získala tato sportovní disciplína na popularitě a prosadila se ve všech částech světa. Mezi nejnovější pořadatele se zařadili Bahrajn, Čína, Katar a Saúdská Arábie, novými kandidáty na pořádání Grand Prix jsou Thajsko, Argentina, Jihoafrická republika, Rwanda a Jižní Korea. Je zřejmé,[zdroj?] že v zájmu FIA je rozšíření aktivit směrem na východ a do Asie, ale také do Afriky, protože tam se od roku 1993 žádný závod Formule 1 nejel. V USA, kde se uskutečnilo nespočet Velkých cen, se Formule 1 do nedávné doby netěšila takové popularitě, jaké se těší v Evropě[ujasnit]. Nárůst oblíbenosti Formule 1 v Americe je z velké části přičítán seriálu F1: Touha po vítězství na Netflixu. Nyní se v USA jezdí tři závody – Grand Prix USA na okruhu Circuit of the Americas v Texasu a dva závody na městských tratích v Miami a Las Vegas.
F1 je řízena „Fédération Internationale de l'Automobile“ (Mezinárodní automobilovou federací – FIA), se sídlem v Paříži, na Place de la Concorde. Současným prezidentem je Muhammad bin Sulajim. Finanční a obchodní toky jsou řízeny Formula One Group, spadající až do roku 2005 společnosti SLEC Holdings, která prodala počátkem roku 2006 část akcií CVC Capital Partners. Sport a televizní práva kontroluje Formula One Management a tu ovládá Chase Carey prostřednictvím společnosti Liberty media.

## Historie

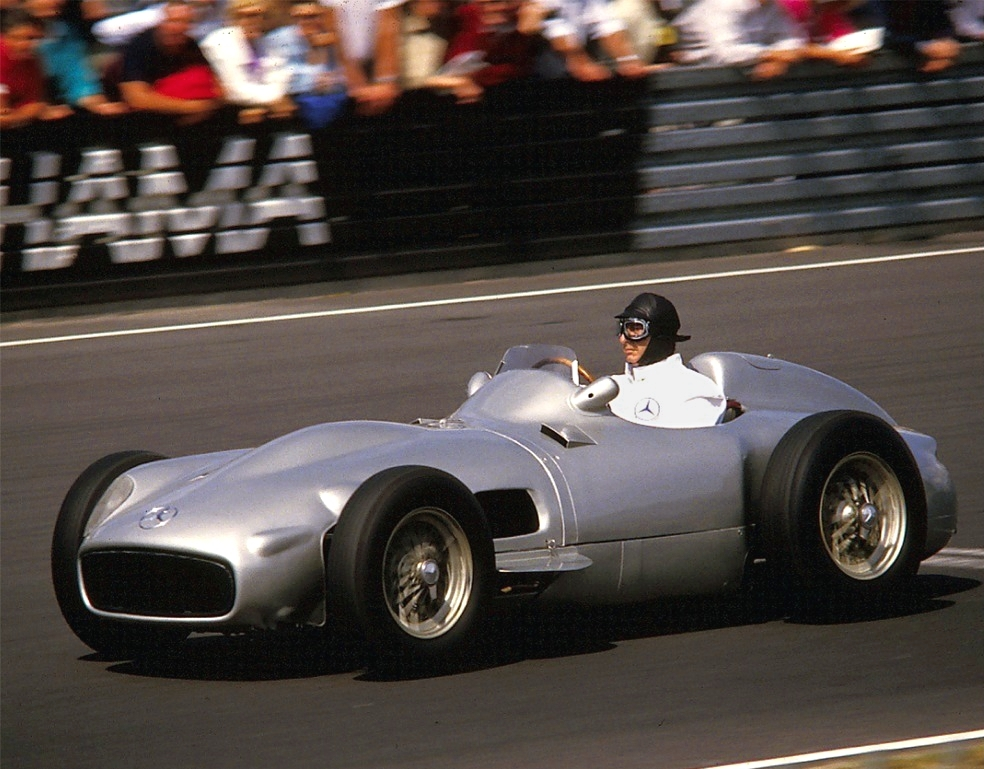
Juan Manuel Fangio s vozem Mercedes-Benz W196 při exhibici na Nürburgringu v roce 1986

První automobilové závody byly pořádány ve Francii v 80. letech 19. století. Těch se zúčastňovaly automobily poháněné benzínem, parou i elektřinou. Na přelomu století se již začaly automobily v soutěžích rozdělovat do kategorií podle hmotnosti (což byla vlastně první technická omezení konstrukce) a soutěžily prakticky výhradně automobily se spalovacími motory. Přímým předchůdcem Velkých cen byly závody o Pohár Gordona Bennetta, které vypsal americký vydavatel novin a proběhly v letech 1900–1905.
První Velkou cenu uspořádal v roce 1906 francouzský autoklub (Automobile Club de France) Grand Prix l'ACF (Velká cena francouzského autoklubu). V tom roce době platilo jediné omezení: Vůz nesmí mít hmotnost vyšší než 1000 kg. V dalších letech přibývalo technických omezení (v roce 1907 byla omezena maximální spotřeba, v roce 1908 byla určena minimální hmotnost a plocha pístů motoru). V letech 1909–1911 se Velká cena nekonala pro nezájem automobilek. Závody pro ně byly příliš nákladné.
Do první světové války se pak konaly ještě tři Velké ceny.
S dalšími pravidly ve dvacátých letech se série přejmenovala na Formule Grand Prix; ve třicátých letech se uskutečnilo prvních pět ročníků evropského šampionátu, který byl nazván Grandes Epreuves.
Hned v prvních poválečných letech byla ustanovena Formule A, která se stala základem poválečných závodů Grand Prix, jež prozatím neměly status mistrovství. Několik závodů bylo zorganizováno již v období před druhou světovou válkou. Myšlenka uspořádat mistrovství světa spatřila světlo světa v roce 1947. Hned následující rok byla Formule A přejmenována na Formuli 1, přispěl k tomu i fakt, že vznikla nižší série Formule 2. Grand Prix automobilů se tento rok poprvé a naposledy jela také v Československu.
Po sezóně 1949 se na kongresu zástupců pořadatelů vybralo 7 Grand Prix započítávaných do mistrovství světa a Grand Prix automobilů bylo přejmenováno na závody Formule 1. Prvním závodem byla Velká cena Velké Británie v roce 1950. V prvních letech se soutěžilo o titul mistra světa mezi piloty, teprve od roku 1958 se rozdělují body i mezi konstruktéry.
Národní šampionáty pro vozy F1 se pořádaly mezi lety 1960 a 1970 v Jihoafrické republice a Velké Británii. V počátečních letech byla organizována celá řada Grand Prix, které se do mistrovství světa nezapočítávaly. Během 57 ročníků (1950–2006) se uskutečnilo 768 Grand Prix, po skončení ročníku 2017 jejich počet vzroste na 976 – k nim je nutné přidat dalších 368 závodů nezapočítávaných do klasifikace mistrovství světa v období 1946–1983. Z nich byl v posledních letech nejznámějším závodem Race of Champions organizovaný v Brands Hatch. Vinou rostoucích nákladů na provoz týmů a organizací závodů se poslední závod nezapočítávaný do MS uskutečnil v roce 1983. Počínaje rokem 1984 jsou všechny uskutečněné závody F1 součástí mistrovství světa Formule 1.

### Roky formování (1950–1980)

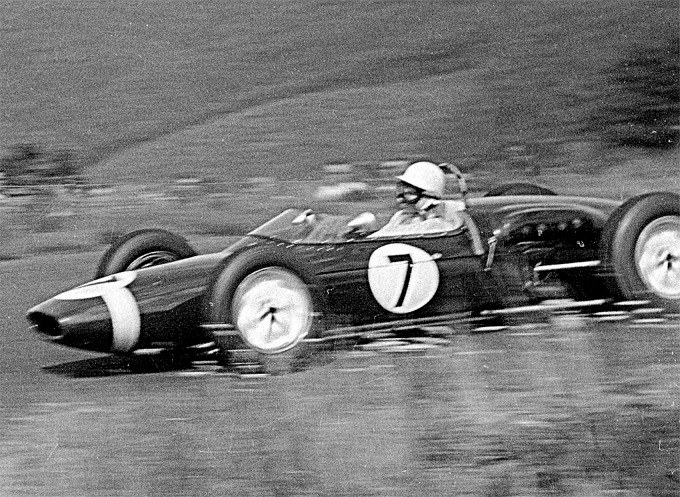
Stirling Moss s vozem Lotus–Climax při Grand Prix Německa v roce 1961 na trati Nürburgring

První šampionát Formule 1 byl ve znamení nadvlády vozů Alfa Romeo a prvním mistrem světa se stal Giuseppe Farina na voze Alfa Romeo 158 před svými stájovými kolegy Fangiem a Fagiolim. Byl to právě Fangio, který v následujícím roce získal svůj první titul ve vylepšeném modelu Alfa Romeo 159, další čtyři tituly vybojoval v následujících šesti letech v různých vozech: Mercedes-Benz, Maserati a Ferrari. Jeho nadvládu přerušil jen Alberto Ascari na Ferrari, který se stal prvním jezdcem, jenž dokázal svůj titul obhájit (1952–1953) a je prozatím posledním italským mistrem světa. Stirling Moss dokázal zvítězit v mnoha Grand Prix, ale nikdy nezískal titul a často se mu přezdívalo nekorunovaný král.
S prvními technickými inovacemi přišel Cooper znovuzavedením umístění motoru veprostřed (na základě pokusu konstruktéra firmy Auto Union Ferdinanda Porsche během třicátých let), přirozené evoluce úspěšného projektu z Formule 3. Jack Brabham, mistr světa z let 1959 a 1960, je jediným pilotem, který dokázal triumfovat i na voze vlastní konstrukce v roce 1966, a potvrdil tak úspěšnost nové koncepce vozu. V roce 1961 již všechny vozy nastupují s umístěním motoru veprostřed.
Prvním pilotem britské národnosti, který získal titul mistra světa byl v roce 1958 Mike Hawthorn s vozem Ferrari, zatímco vozy Vanwall získávají ve stejném roce jako první pohár konstruktérů. Génius Colin Chapman, projektant a pozdější zakladatel stáje Lotus, konstruoval vozy, které dominovaly formuli 1 ve druhé dekádě její historie až do počátku sedmdesátých let. Dokázal vyzdvihnout takové piloty, jakými byli Jim Clark, Jackie Stewart, John Surtees, Jack Brabham, Graham Hill a Denny Hulme; v tomto období také britští piloti získali jasnou převahu v této motoristické disciplíně, když vyhráli 12 světových titulů v období mezi roky 1962 a 1973.

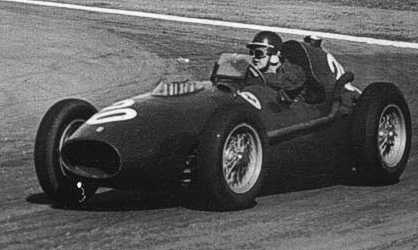
Mike Hawthorn s Ferrari při Grand Prix Argentiny v roce 1958

V roce 1962 Lotus vyprojektoval první vůz se samostatnou skořepinovou konstrukcí namísto klasického trubkového rámu. V roce 1968 přišel Lotus tentokrát s novým zbarvením vozu, opustil tradiční zelenou pro britské vozy a představil monopost vyvedený v červeno-zlato-bílých barvách svého sponzora – odstartovala tak éra sponzorství ve formuli 1. Koncem let šedesátých a začátkem sedmdesátých se změnil také vzhled vozů a aerodynamika, jež až doposud byla pojmem neznámým, získala na významnosti. Na vozech se objevila první křidélka a aerodynamické plošky.
V roce 1979 vznikla FISA (Fédération Internationale du Sport Automobile) jejímž prezidentem byl Jean Marie Balestre. Známé byly především léta se táhnoucí spory s konkurenční FOCA (Formula One Constructors Association, řízenou Bernie Ecclestonem) o kontrolu nad tokem financí, plynoucích především z prodeje televizních práv.

### Změny po zákazu přeplňování
Až do roku 2000 se v oblasti vývoje motorů často experimentuje, ale statistiky jsou přesné a ukazují, že nejúspěšnějšími motory jsou Renault a Ferrari. Renault získal jako dodavatel motorů pro jiné stáje v tomto období celkem šestkrát pohár konstruktérů a pětkrát dovezl pilota k titulu; navíc v roce 2005 již s vlastním vozem získal jak titul mezi jezdci, tak pohár konstruktérů. Renault šel ve vývoji ještě dále a nasadil desetiválcový motor s úhlem rozevření 111° ve snaze snížit těžiště vozu. Takto upravený motor používal ve voze R23 v sezóně 2003, ale jeho hlavní soupeř Ferrari byl úspěšnější s klasickým rozevřením válců 90°. Renault se proto v následující sezóně vrátil k tradičnějšímu rozevření, a to s úhlem 72°. 

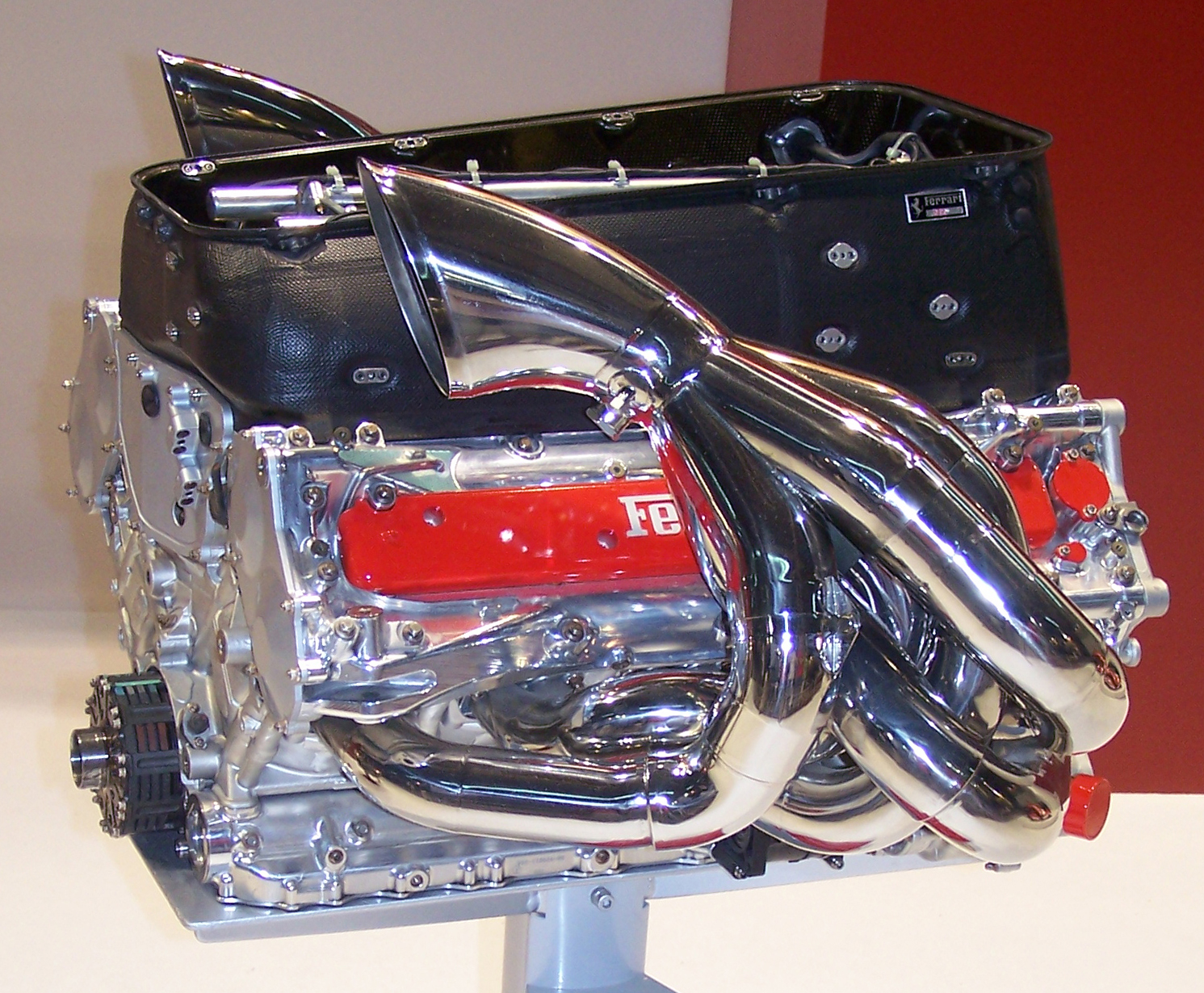
Ferrari 054 V10 – motor, který používalo Ferrari v roce 2004

Ferrari slavilo úspěch především v letech 1999–2004, kdy získalo šest pohárů konstruktérů a pět titulů mezi jezdci. Sezóna 2005 byla také koncem éry desetiválcových motorů v F1. Desetiválcové motory jsou nejpoužívanější konfigurací od zákazu motorů s turbo přeplňováním v roce 1989.
Do sezóny 2006 většina týmů nastoupila s osmiválcovými motory podle nových regulí. Výjimku získal pouze tým Minardi, který nesehnal dostatek finančních prostředků na pořízení motorů V8, a proto mohl používat omezené motory V10. Honda se v roce 2006 představila jako nový tým, když odkoupila akcie stáje BAR. Peter Sauber prodal svou stáj německému koncernu BMW a stáj Jordan koupil ruský podnikatel Alex Shnaider a tým přejmenoval na Midland (ještě v průběhu roku byl tým prodán nizozemské firmě Spyker). Minardi získal Red Bull Racing, a stal se tak prvním majitelem dvou stájí.
Aguri Suzuki, japonský pilot F1, koupil ve dražbě zbytky stáje Arrows, zkrachovalé v roce 2002, a založil stáj Super Aguri. Nové formace přinesly i spoustu dohadů, změn a polemik především okolo používání totožných šasi dvěma týmy. Sezóna 2007 přinesla další změny, tou největší bylo zmrazení vývoje motorů – zákaz experimentů se základními parametry motoru, které definují odlitek bloku, klikový mechanismus, počet válců, zdvihový objem, vrtání, zdvih atd. Naopak připouští se vývoj tvaru spalovací komory, ventilových rozvodů, sání nebo trysek pro vstřikování paliva.

## Rekordy
V roce 2004 se německý pilot Michael Schumacher stal rekordmanem v počtu titulů mezi jezdci (7). Tento rekord byl v roce 2020 dorovnán Lewisem Hamiltonem. Tým Scuderia Ferrari získal nejvíce pohárů konstruktérů (dohromady 16). Rakušan Jochen Rindt je jediným šampiónem, který získal titul in memoriam (v roce 1970). Roku 2010 se Sebastian Vettel stal nejmladším mistrem světa F1 (23 let a 134 dní). Rekord za nejvíce odstartovaných závodů drží Fernando Alonso s 406 starty. Nejvíce bodů za jednu sezónu obdržel Max Verstappen v roce 2023 (575 bodů).

## Vozy

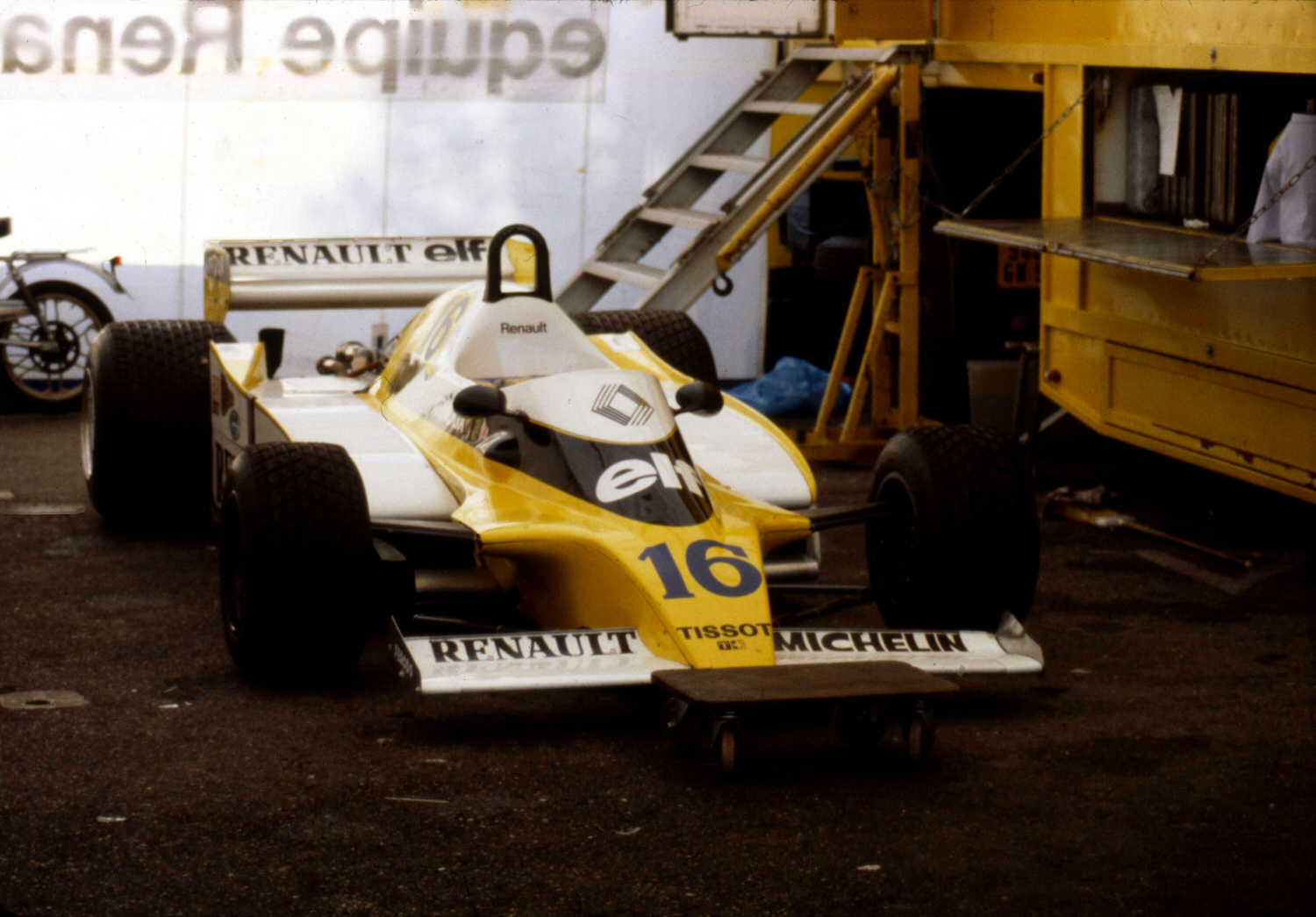
Renault RS10 jezdce René Arnouxe. Renault byl první, kdo v roce 1977 přišel s turbomotorem

Moderní vozy F1 jsou monoposty s motorem uloženým uprostřed. Skořepina celého monopostu je konstruována z kompozitu uhlíkových vláken, aby se docílilo nejnižší hmotnosti a bylo možné vůz vyvažovat posouváním těžiště a vyvažovacích závaží. Celková hmotnost vozu, a to i s pilotem a palivem, nesmí být po závodě méně než 620 kg.

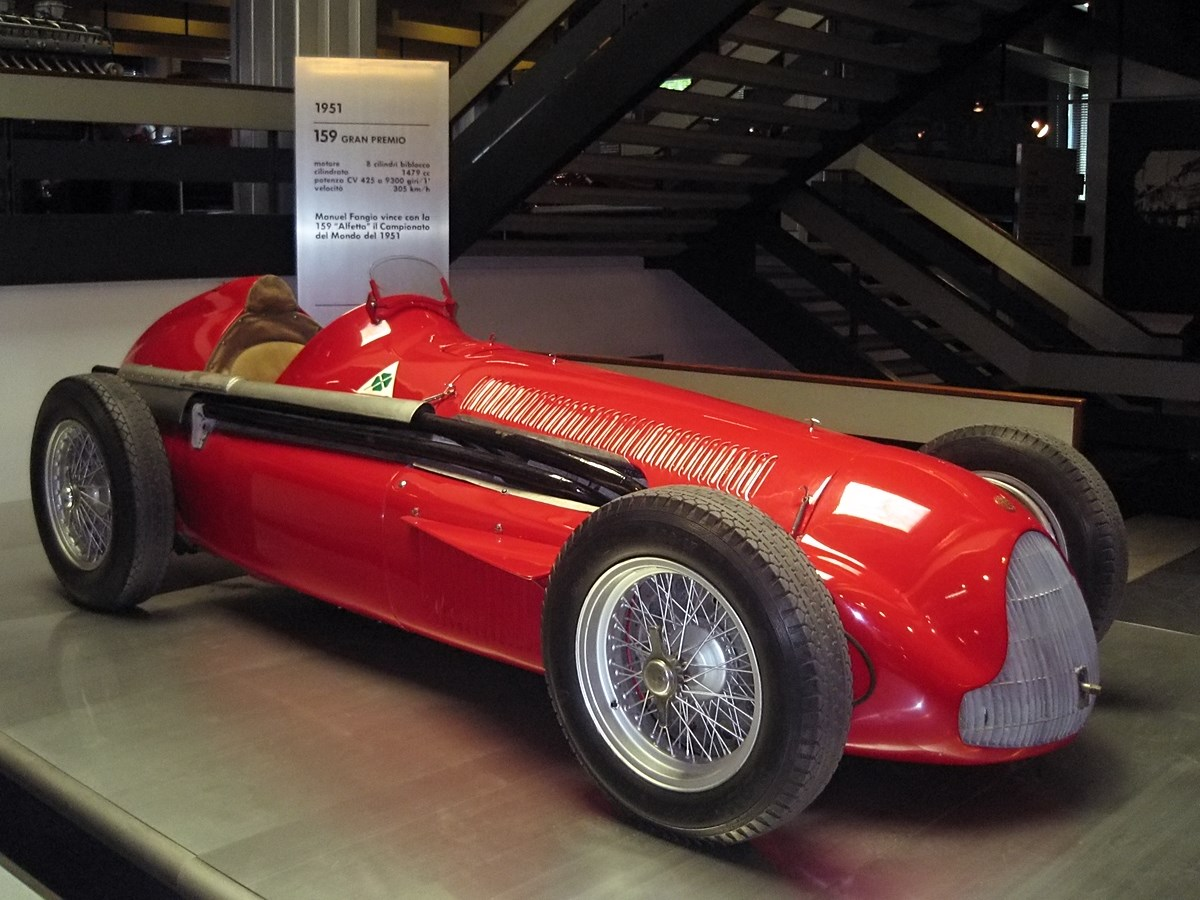
Nejúspěšnější vůz roku 1951 Alfa Romeo 159

Vozy F1 jsou schopny projíždět zatáčky ve vysokých rychlostech a to díky aerodynamickému přítlaku. Aerodynamický přítlak funguje na principu obráceného křídla, které používají letadla, aby mohla létat. Na přelomu šedesátých a sedmdesátých let se poprvé na vozech objevila křídla s obráceným efektem než u letadla. Tím se obrátí i síla, která tlačí letadlo do vzduchu a bude přitlačovat auto k zemi. Vzduch proudící pod křídlem musí být rychlejší než ten, který proudí nad křídlem. Aby se toho docílilo, musí být křídlo zkonstruováno tak, aby spodní část křídla tvořila větší vzdálenost než ta horní.
V roce 2024 FIA představila nová pravidla pro vozy na rok 2026. Auta budou menší, o 30 kg lehčí a je odstraněn systém DRS (drag reduction system).

### Pneumatiky
Dalším důležitým faktorem pro rychlý a plynulý průjezd zatáčkou jsou pneumatiky. Ve formuli 1 se od roku 1998 nepoužívaly hladké pneumatiky „slicky“ tak, jako v jiných automobilových sériích, ale pneumatiky s drážkami. Pro sezónu 2009 však pravidla doznala mnoho změn, čímž je dovoleno hladké pneumatiky opět používat.V současné době jsou používány pneumatiky značky Pirelli a to v několika sadách (specifikacích), které jsou barevně označeny podle své tvrdosti. Soft – červená, Medium – žlutá, Hard – bílá. Jedinou výjimkou pneumatik bez vzorku, takzvaných „slicků“, jsou pneumatiky do mokra. Jedná se o intermediate pneumatiku (zelená) do přechodných podmínek (mrholení, část okruhu mokrá, část suchá). Dále se jedná o pneumatiku wet (modrá), která se používá do deště. Obě zmíněné pneumatiky mají vzorek. Aktuálně se používají karbonové brzdy, které jsou jednak lehčí a pak účinnější. Všechny tyto komponenty vhodně kombinované mají vliv na jízdní vlastnosti vozu.

### Motor
Motory používané v sezonách 2006–2013 jsou osmiválcové s úhlem rozevření 90° o maximálním objemu 2,4 l. s výkonem 750 koní při limitovaných 18 000 otáčkách za minutu. Palivo používané v motorech F1 je svým složením téměř totožné jako běžné palivo pro komerční využití. V předešlých letech se hojně používaly nebezpečné směsi na bázi metanolu nebo směs benzínu a toluenu. Ve vysokootáčkovém motoru se používá speciální olej s podobnou viskozitou jakou má voda. Od roku 2014 se nově používají šestiválcové motory o objemu 1,6 l. s turbodmychadlem a ERS.

### Převodovka
Převodovka je připevněna k zadní části motoru a má za úkol přenášet výkon motoru na kola co nejhladším a nejefektivnějším způsobem. Moderní vozy F1 mají osmirychlostní převodovky (v letech 2000–2013 byly převodovky sedmirychlostní), jejichž ovládání je polosamočinné pomocí elektrohydraulického systému. Pravidla zakazují samočinné převodovky i rychlé systémy dvojspojkových převodovek DSG. Změna převodového stupně je možná jen po přímém pokynu od jezdce. Revolucí v posledních letech je používání bezprodlevového řazení nebo také plynulého řazení. Nejde ovšem o plynulou změnu převodových stupňů, tak jak je tomu u převodovek s variátorem (VGT). Ty jsou ve Formuli 1 zakázané. Jedná se o převodovky, které umožňují změnu rychlostního stupně bez přerušení spojení motoru s koly. Takovéto řazení má výhodu v tom, že nezpůsobuje rázy, které zatěžovaly jak vůz, tak jezdce. Nový systém řazení musí pracovat s vyšším mechanickým namáháním a větším namáháním elektronických i hydraulických systémů. Musí se brát v úvahu i to, že ve zlomku sekundy jsou vlastně zařazeny dva rychlostní stupně najednou. Přesto se tento způsob řazení stále více osvědčuje a přináší úsporu až 0,3 s na kolo.
Aktuální monoposty F1 mohou dosáhnout rychlosti přes 350 km/h na okruhu, přičemž nejrychlejším okruhem v celém seriálu je Monza. V prvních měsících roku 2006 Honda podrobila svůj monopost rychlostnímu testu v Bonneville Speedway a v Poušti Mojave. S vozem, který odpovídal pravidlům Formule 1, překonali rychlost 416 km/h. Ovšem během závodů je max. rychlost kolem 340 km/h.

## Velké ceny
Počet Grand Prix v jednotlivých sezónách je poměrně variabilní, od 7 v roce 1950 až po 19 v roce 2005. Do budoucna se plánuje až 24 závodů v jedné sezóně, i přesto měl fanoušek tohoto motoristického sportu v minulosti mnohem víc příležitostí spatřit závodit své idoly.
V roce 1950, bylo jen 7 Grand Prix se zvláštním statutem, který umožňoval výsledek započítávat do mistrovství světa. Jinak se v tom samém roce jelo dalších 16 závodů vypsaných pro formule 1 a dalších 11 závodů jihoamerické série Formule Libre, kde startovali i Alberto Ascari, Juan Manuel Fangio, Giuseppe Farina, Luigi Fagioli a další hvězdy. Už v roce 1954 se kromě 10 závodů pro mistrovství světa jelo i 34 závodů mimo šampionát. Začátkem 60. let se postupně začal zvyšovat počet GP započítávaných do MS a opadával počet závodů bez statutu mistrovství světa. Vzniklo ale mistrovství Jihoafrické republiky a Tasmánský pohár v Austrálii. Až od poloviny 70. let se jezdilo jen v závodech se statutem MS plus v závodu šampiónů v Brands Hatch.

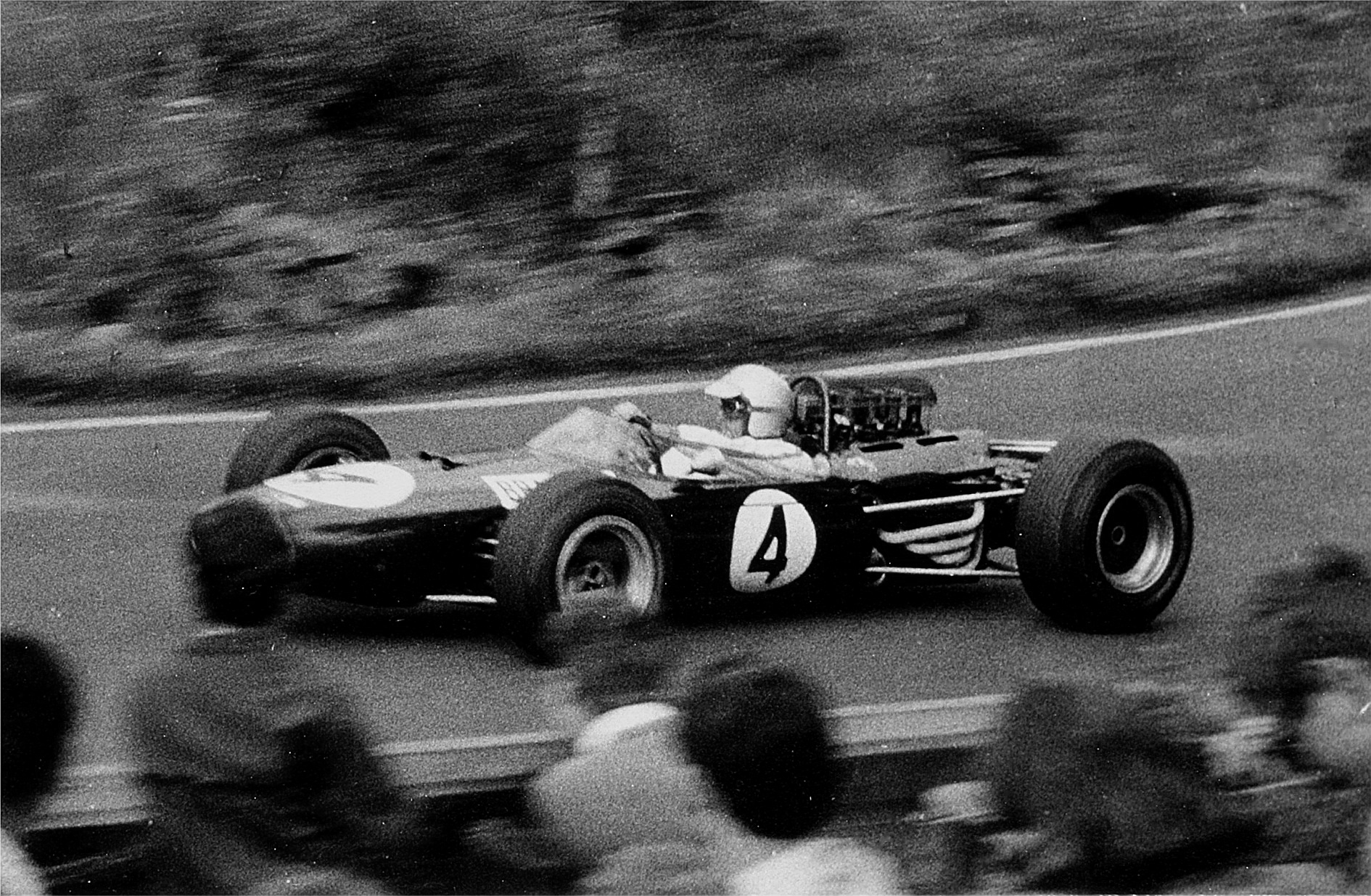
Jack Brabham při Grand Prix Německa v roce 1965. Brabham byl jediným pilotem, který dokázal triumfovat na voze vlastní konstrukce, a to v roce 1966

Šest ze sedmi závodů prvního ročníku mistrovství světa se uskutečnilo v Evropě. Jediným mimoevropským závodem bylo 500 mil Indianapolis, které byly zařazeny do kalendáře v prvním desetiletí MS a měly být jakýmsi mostem mezi dvěma naprosto odlišnými světy s různou mentalitou a také s odlišným technickým vybavením. Protože zájem amerických pilotů o start v evropských Grand Prix byl nulový a pokusy Evropanů o 500 mil byly sporadické, byla do kalendáře zařazena Grand Prix USA. Nejprve společně se závodem 500 mil v Indianapolis (1959, 1960), ale ani tento pokus nevyprovokoval u Američanů zájem o formuli 1, proto se od roku 1961 jezdí Grand prix USA jen pro vozy F1. Argentina jako první hostila závody formule 1 na jihoamerickém kontinentu v roce 1953, Maroko v roce 1958 pak první na africké půdě. Prvním závodem v Asii se stala Grand Prix Japonska v roce 1976 a do Oceánie zavítal kolotoč formule 1 v roce 1985 australskou Grand Prix. V 17 GP roku 2007 je zastoupena Evropa, Asie, Jižní i Severní Amerika, Oceánie, schází jen Afrika.
Každá země může uspořádat pod svým jménem jen jednu Grand Prix ročně. Pokud se v jedné zemi koná více závodů, musí být druhá Grand Prix pojmenována odlišně. Například Grand Prix Itálie se tradičně koná na Monze, závod v Imole byl proto označován jako Grand Prix San Marina nebo Grand Prix Emilia Romagna, v Německu se zároveň konala Grand Prix Německa a Grand Prix Evropy. V USA se jezdí Grand Prix USA v Austinu a další dva závody v Miami a Las Vegas. Monza je jediným okruhem, který hostí Grand Prix Itálie od samého začátku a v kalendáři chyběl jen v roce 1980, kdy se závod uskutečnil na okruhu v Imole.

Země označené zelenou barvou v současné době hostí velkou cenu F1. V tmavě šedé označených zemích se jely GP v minulosti

Do Pandemie covidu-19 bylo snahou, aby jednotlivé státy pořádaly jen jednu Grand Prix, případně střídaly závody na různých okruzích, což se dělo v Německu, kde se střídaly závody na Nürburgringu a Hockenheimringu. Kvůli pandemii byl ale nedostatek okruhů, kde bylo možné závodit, proto se např. v Rakousku a ve Velké Británii konaly dva závody za sebou. Po konci pandemie zůstaly pouze dva závody v Itálii. Před startem sezóny v roce 2025 prodloužila trať Spa-Francorchamps smlouvu na pořádání závodů F1 o dalších šest let, závod se na okruhu bude konat ale pouze čtyřikrát – trať bude v kalendáři rotovat s nějakou jinou. Díky tomu bude možné uspořádat závody ve více zemích bez potřeby zvyšování celkového počtu závodů v sezóně.
Grand Prix Bahrajnu byla v roce 2004 prvním závodem na Středním východě. Grand Prix Bahrajnu stejně jako Grand Prix Číny a Grand Prix Turecka prezentovaly nový směr vývoje ve Formuli 1.
Mezi lety 2014-2021 se jela Grand Prix Ruska v Soči. Formule 1 se také vrátila do Rakouska na okruh Red Bull Ring (dříve známý jako A1-Ring).
Od sezóny 2018 se po deseti letech vrátila Grand Prix Francie, která se jezdí na okruhu Paul Ricard.

## Formát závodního víkendu
Každý závodní víkend trvá tři dny a skládá se z třech tréninků, kvalifikace a závodu. 

### Tréninky
Tréninky umožňují pilotům se přizpůsobit podmínkám tratě a svého vozu. Každý víkend má tři tréninky, dva v pátky a jeden v soboty před kvalifikací. Každý trénink trvá hodinu. 

### Kvalifikace
V soboty se koná kvalifikace. V kvalifikaci se piloti zařadí na svá startovní místa pro nedělní závod. Každá kvalifikace má tři části, Q1, Q2 a Q3. V těchto částech se postupně piloti vyřazují a ve Q3 na trati zůstávají už jen ti nejlepší piloti. Části se postupně zkracují, Q1 trvá 18 minut, Q2 trvá 15 minut a Q3 12 minut. V tomto čase se piloti snaží zajet nejrychlejší čas a zařadit se co nejvýše. Pilot s nejpomalejším časem startuje z dvacátého místa, a nejrychlejší z prvního. Prvnímu místu se často říká pole position. 

### Závod (Grand Prix)

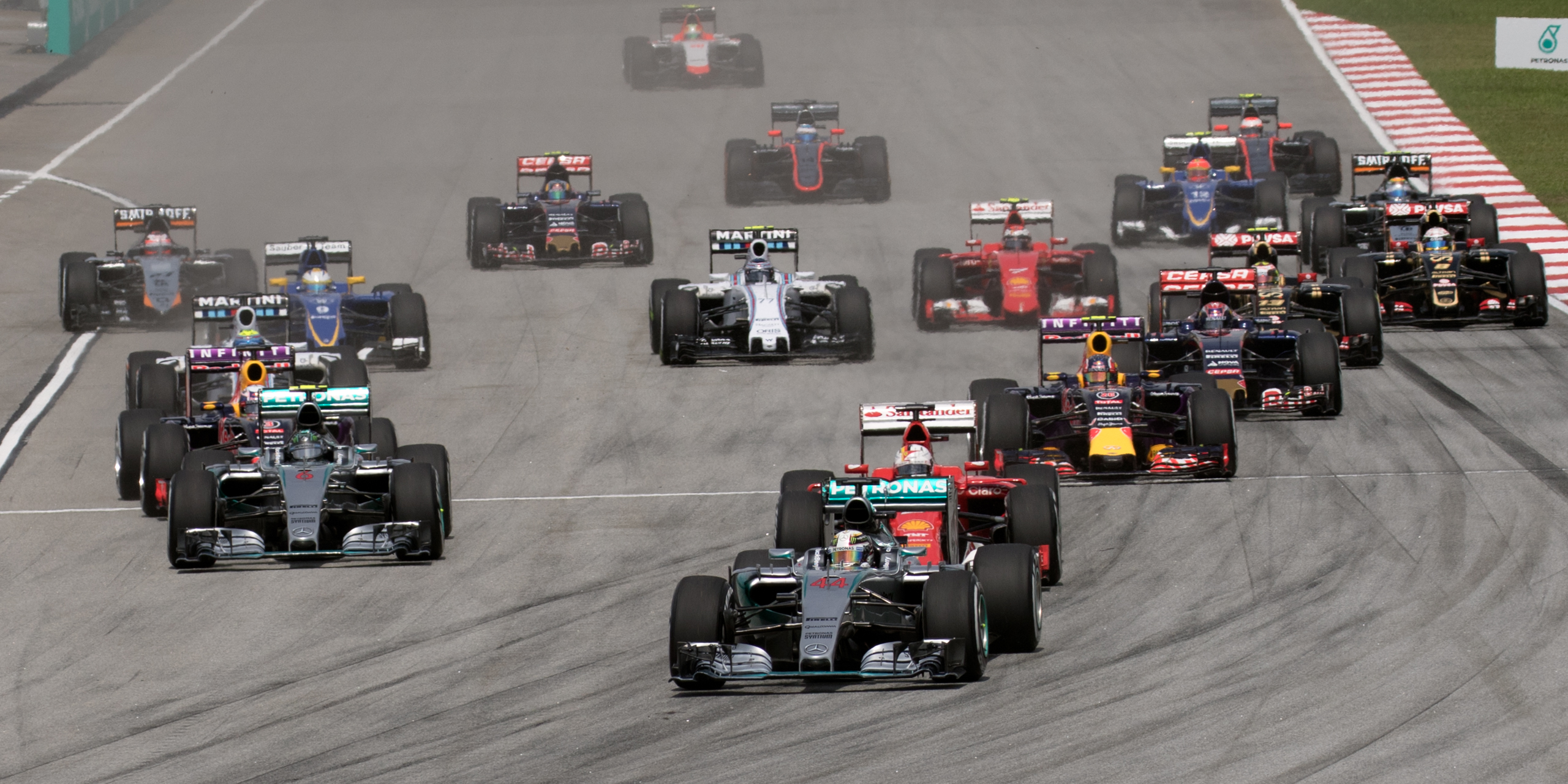
2015 Velká Cena Malajsie

V neděli se odehrává závod, neboli Grand Prix (velká cena). Piloti startují z míst, která si získali v kvalifikaci. Každý závod začíná jedním formačním kolem, kde si piloti mohou u svých vozů zahřát pneumatiky a zařadit se na svá startovní místa. Poté začíná 305 kilometrů dlouhý závod, kde jezdci bojují o první místo. V průběhu závodu musí piloti dodržovat pravidla nastavená FIA. 
Piloti také zastavují pro pit stop, kde mu mechanici vymění pneumatiky. Každý pilot musí podle pravidel absolvovat aspoň jeden. Každý tým používá jinou pit stop strategii, kde se musí rozhodnout, zda zastaví pilota v pit stopu jednou, a pilot nebude ztrácet čas, či dvakrát aby pilot v průběhu závodu měl lepší pneumatiky. V pit lane (boxové uličce) musí piloti zpomalit na 80 km/h. 
Po konci závodu za svá získaná místa piloti dostávají body, s kterými soutěží v mistrovství světa. Za první místo pilot získá 25 bodů, za druhé 18, za třetí 15 a tak dále. Poslední body jsou za desáté místo, kde pilot dostane pouhý bod. Piloti také mají šanci získat jeden bod navíc za nejrychlejší zajedené kolo v závodu. Tento bod ale dostanou pouze pokud jsou v prvních deseti místech. Od sezóny 2025 se extra bod za nejrychlejší kolo závodu již neuděluje. 

## Formule 1 a sponzorství

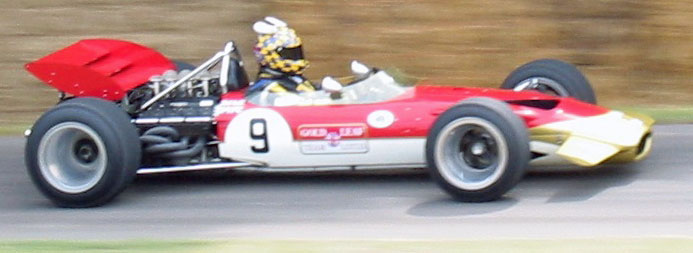
Lotus v barvách svého sponzora

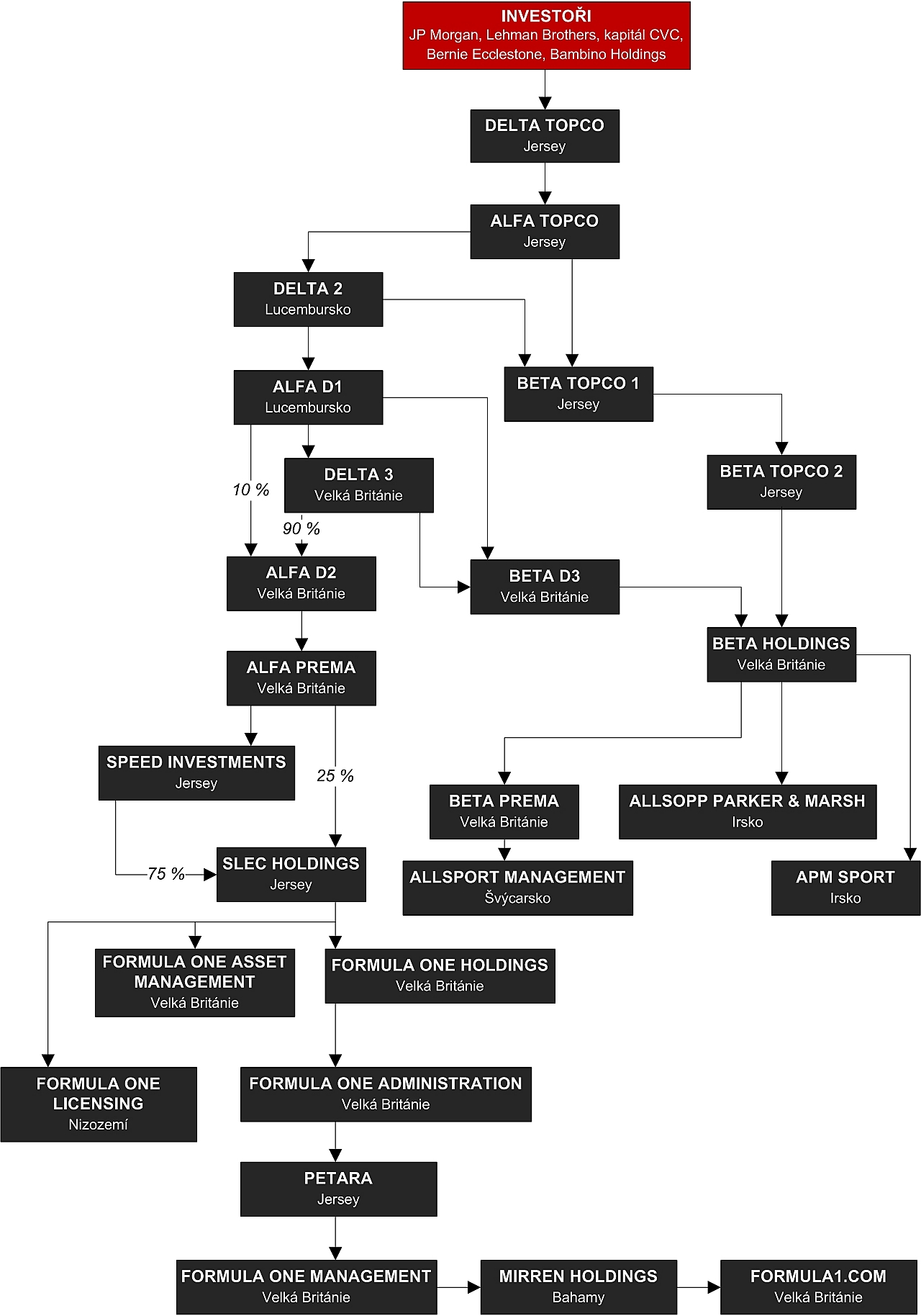
Organizační struktura Formule 1 k roku 2008 (blíže viz KŘÍŽ, P.)

Před rokem 1968, který je považován za masivní vstup sponzorů do Formule 1, týmy závodily v oficiálních národních barvách a na jejich kapotách se sponzorské nápisy objevovaly spíše sporadicky. Jednalo se především o dodavatele komponentů (pneumatiky, palivo, olej a další).
V roce 1968 jako první tým přišel Lotus v barvách svého sponzora (červeno-zlato-bílý) „Imperial Tobacco“ a později ve známé zlato-černé kombinaci. Toto zbarvení nahradilo zelenou barvu (British racing green), se kterou jezdily britské vozy. V následujících letech týmy, jezdci, okruhy a dokonce i názvy jednotlivých Grand Prix byly ovlivněné mohutným nástupem reklamy, a to především z oblasti tabákového průmyslu. S přijímáním zákonů zakazujících propagaci kouření začaly do formule 1 proudit prostředky i z jiných zdrojů. Týmy začaly z vozů eliminovat nápisy propagující tabákové výrobky, mezi prvními stáj Williams v roce 2003; následovaly ji vozy McLaren a Ferrari.
V sedmdesátých letech bylo možné ve Formuli 1 podporovat i jen jednoho pilota tak, jak tomu bylo v případě italského jezdce Andrey de Adamiche, kterého podporovala malá keramická dílna. Další Ital, Vittorio Brambilla, byl podporován soukromou firmou ze svého rodiště Monzy.
Také Wilson Fittipaldi pojmenoval svůj tým, když ho v polovině sedmdesátých let založil, po svém sponzorovi Copersucar, což byla brazilská společnost na výrobu cukru. Dokonce ještě začátkem osmdesátých let několikanásobný mistr světa Niki Lauda zpopularizoval svou oblíbenou značku mléka.